# Les Trésors de Satan
 (juillet 2025).
Pour plus de détails, voir Fiche technique et Distribution.
Les Trésors de Satan est un court métrage de comédie de Georges Méliès sorti en 1902 au début du cinéma muet.

## Synopsis
Satan a enfermé des sacs d'or dans un coffre. Le propriétaire des sacs, un avare, tente de les reprendre mais le coffre ensorcelé lui joue des tours. À la fin, l'avare brûle à l'intérieur du coffre.

## Fiche technique
- Titre : Les Trésors de satan
- Réalisation : Georges Méliès
- Société de production : Star Film
- Pays d'origine :  France
- Format : noir et blanc — film muet
- Genre : cinéma fantastique
- Durée : 2 minutes 40 secondes

## Distribution
- Georges Méliès